# Baliopteryx aeruginosa
Baliopteryx aeruginosa är en fjärilsart som beskrevs av M.Gaede 1928. Baliopteryx aeruginosa ingår i släktet Baliopteryx och familjen tandspinnare. Inga underarter finns listade i Catalogue of Life.